# Pseudopoda rhopalocera
Pseudopoda rhopalocera là một loài nhện trong họ Sparassidae.
Loài này thuộc chi Pseudopoda. Pseudopoda rhopalocera được miêu tả năm 2009 bởi Yang et al..